# Judy Garland
Judy Garland, född Frances Ethel Gumm den 10 juni 1922 i Grand Rapids, Minnesota, död 22 juni 1969 i Belgravia, London, var en amerikansk sångerska och skådespelerska som ansågs vara en av Hollywoods största sångbegåvningar under musikalfilmens guldålder. Hon är mor till Liza Minnelli, Lorna Luft och Joey Luft.
Under sin 45 år långa karriär medverkade Garland i många framgångsrika filmer, däribland Trollkarlen från Oz (1939), Vi mötas i St. Louis (1944), Harvey Girls (1946), En dans med dej (1948), Upp med ridån (1950), En stjärna föds (1954) och Dom i Nürnberg (1961). I sina filmer samarbetade hon ofta med Mickey Rooney och Gene Kelly, samt med regissören Vincente Minnelli. Judy Garland släppte även åtta studioalbum och var värd för en Emmy-nominerad tv-serie, The Judy Garland Show (1963–1964).

## Biografi

### Barndomen

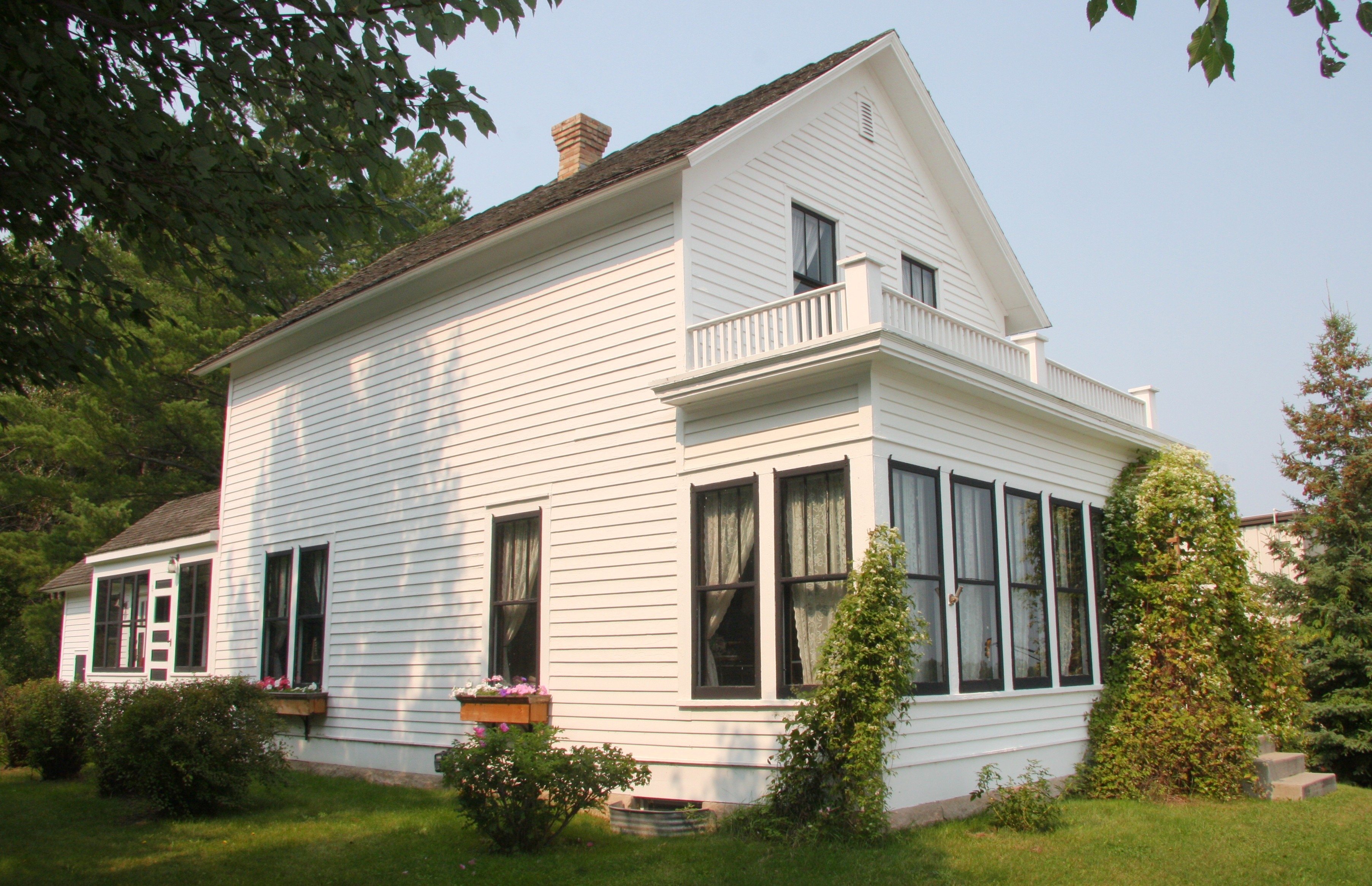
Judy Garland föddes i detta hus i Grand Rapids.

Garland föddes i en familj av vaudeville-artister. Fadern Frank Gumm var delägare i en teater, New Grand Theater, i staden och brukade även sjunga där. Modern Ethel ackompanjerade honom på piano eller spelade när man visade någon stumfilm. I december 1924 medverkade Judy och hennes två äldre systrar, Mary Jane och Virginia, i en julshow på sin fars teater. De tre flickorna sjöng fyra sånger, efter det klev den unga Frances upp ensam på scenen och gjorde succé. Hon framförde julsången Jingle Bells och publiken blev så förtjust att hon fick sjunga den ytterligare två gånger. Hon och systrarna kom sedan att regelbundet dansa och sjunga mellan filmerna på teatern.
I mars 1925 gjorde hon sitt första soloframträdande, bland annat imiterade hon Al Jolson. Från juni 1926 började syskonen uppträda även i de omgivande städerna. Inte minst deras mamma, Ethel, var drivande bakom detta. Deras far var full av optimism och det bestämdes att barnen skulle bli artister, och föräldrarna ville mer än att de bara skulle få göra enstaka framträdanden i landsorten.
Familjen hade vänner i Kalifornien, som ansågs som rätt plats för en person som vill äga och driva en teater. I april 1927 flyttade familjen till Lancaster, 11 mil nordöst om Los Angeles vid kanten av Mojaveöknen. Frank Gumm köpte en liten teater, Antelope Valley Theater, i staden. Trion Gumm Sisters, som de kallade sig då fortsatte underhålla där. Ethel Gumm insåg att barnen mycket väl skulle kunna ha en chans i filmens värld, behovet av barnskådespelare tycktes oändligt.
I augusti 1928 tog Ethel Gumm sina döttrar till Santa Monica där de fick vara med i en lokal radiokanal. De gjorde succé och fick medverka vid ytterligare tillfällen. I december fick de tre döttrarna börja i en dansskola, Ethel Meglin Dance Studio, i Los Angeles på helgerna. Elva mils resa avskräckte inte deras föräldrar.
I mars 1929 flyttade Ethel Gumm och döttrarna till Los Angeles; hon insåg att Lancaster inte var rätt ställe för den som ville nå framgång inom showbusiness. Helgerna på dansskolan betalade sig snabbt, tack vare den kunde trion medverka i sin första film, The Big Revue, en åtta minuters kortfilm. I december medverkade de i ytterligare en film, A Holiday in Storyland och efter den The wedding of Jack and Jill.
1930 kom depressionen och tiderna blev sämre. Familjen flyttade tillbaka till Lancaster igen. De närmaste åren uppträdde trion på alla typer av ställen, från motell och varuhus till vanliga biografer och nattklubbar. 
Hösten 1933 fick Judy och mellansystern börja i Mrs Lawlors school for professional children med inriktning på film och teater. Bland eleverna fanns då etablerade barnskådespelare som Gloria DeHaven och Joe Yule Jr, senare känd under namnet Mickey Rooney. Han och Judy kom senare att spela mot varandra i en mängd filmer.
År 1934 spelade systrarna i Chicago. De hade tänkt åka hem när de oväntat fick engagemang på Oriental Theater där skådespelaren George Jessel uppträdde. Vid ett tillfälle presenterade han dem som The Garland Sisters, i affischer och tidning fick de dock heta The Gumm Sisters. De gjorde succé och fick fortsätta till Detroit innan de slutligen åkte hem igen.
Judy Garland hade redan som barn mycket talang. 1936 sjöng hon "Stompin' at the Savoy" då hon bara var 14 år.

### Filmstjärnan
Att den minsta dottern var mest begåvad av systrarna var helt klart. Ett genombrott på filmduken för sin yngsta dotter blev nu mamma Ethels främsta mål. Via släktingar fick man kontakt med manusförfattaren Joseph L. Mankiewicz, som ordnade med en audition hos filmbolaget MGM. Men bolaget var inte intresserade, Judy ansågs vara i fel ålder och inte särskilt vacker. En annan audition på Twentieth Century Fox ledde inte heller till något konkret.
Men kontakter på MGM lyckades ordna ytterligare en audition åt henne den 13 september 1935. På den fick hon för första gången träffa kompositören Roger Edens, som kom att betyda mycket för hennes karriär. Filmbolagsmogulen Louis B. Mayer var där och han gillade hennes sång. Ett kontrakt tecknades, enligt villkoren skulle bolaget under sju års tid betala henne 150$ per vecka.
Filmbolaget hade dock svårt att hitta en filmroll åt henne. Hon var för gammal för att spela barn och för ung för att spela någons flickvän. Roger Edens fick bli hennes sånglärare två timmar varje dag, dessutom fick hon lära sig att agera, dansa och ta tallektioner.
I början av 1936 medverkade hon i Every Sunday, där hon spelade mot jämnåriga Deanna Durbin. Under sommaren samma år blev hon utlånad till Twentieith Century Fox där hon medverkade i Pigskin Parade. Hittills hade hon bara haft mindre roller och var ganska okänd för allmänheten. Ett genombrott kom i februari 1937 när hon fick sjunga på Clark Gables födelsedag, hon framförde sången Dear Mr. Gable med text av Roger Edens. Hon gjorde succé, och filmbolaget lät henne sjunga samma låt i Broadways Melodi 1938. Filmkritikerna gav henne goda recensioner. Därefter följde Född till gentleman och Hela världen sjunger. Under våren 1938 spelade hon på nytt mot Mickey Rooney, i Andy Hardy och kärleken, detta blev den första av tre Andy Hardy-filmer hon medverkade i. Under hösten spelades Pappa sökes in.
Arbetstempot i Hollywood var vid denna tid mycket högt. Förutom filmer fick hon även medverka i radio, sjunga inför publik och göra skivinspelningar. Dessutom skulle hon som alla 15-åringar gå i skolan. Filmbolaget ansåg att hon vägde för mycket och satte henne på diet. Det antas att det var nu hon för första gången kom i kontakt med Benzedrin, ett amfetaminpreparat som användes som bantningsmedel. Det tog bort hennes hungerkänslor, men istället gjorde de henne hyperaktiv. Hon gavs sömntabletter (Seconal) för att kunna sova och andra preparat för att komma igång varje morgon. Detta var inget ovanligt i Hollywood vid denna tid, men i hennes fall innebar det att hon blev beroende av dessa preparat under resten av sitt liv.

#### Genombrottet

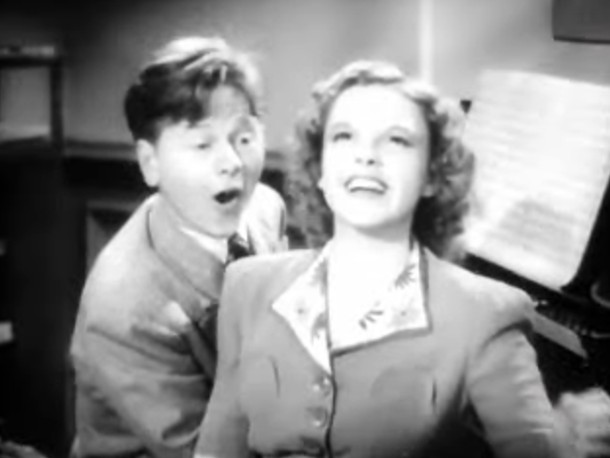
Judy Garland och Mickey Rooney i
Vi charmörer (1939).

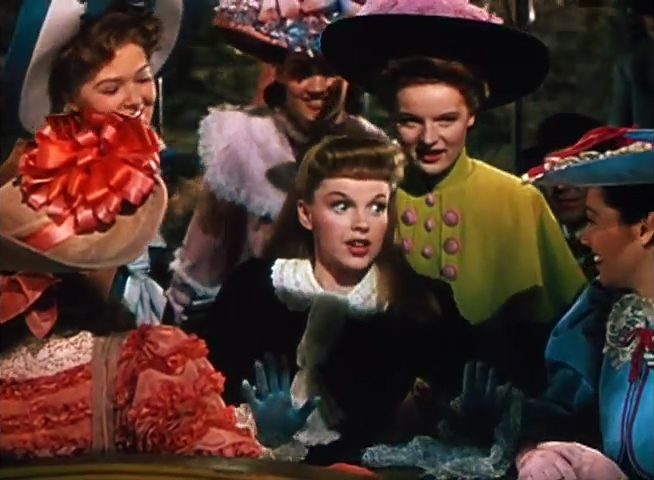
Garland i Vi mötas i St. Louis (1944).

Hittills hade hon endast haft biroller i mindre filmer. Efter att Walt Disneys Snövit och de sju dvärgarna haft premiär kring julen 1937 växte intresset för att filmatisera sagoberättelser. MGM köpte filmrättigheterna till L. Frank Baums bok Trollkarlen från Oz och i februari 1938 bestämdes att rollen som Dorothy skulle spelas av Judy i filmen Trollkarlen från Oz. Det dröjde dock till oktober innan filmandet kunde börja, och premiären skedde först i augusti 1939.  Efter denna film förknippades Garland för resten av sitt liv med filmen samt sången Over the Rainbow. Hon tilldelades även en särskild Ungdoms-Oscar för sin insats. Hon blev nu en av MGM:s viktigaste stjärnor.
Hon fick fortsätta spela mot Mickey Rooney i Vi charmörer (1939), Andy Hardy och oskulden (1940), Vi jazzkungar (1940), Andy Hardy lever livet (1941), Vi på Broadway (1941), Vi i vilda västern (1943) och Soldatflamman (1944).
Hennes popularitet ökade alltjämt, och 1944 gjorde hon succé i Vi mötas i St. Louis, en film hon till en början inte var intresserad av att medverka i då hon var trött på att spela tonåring. I filmen sjöng hon bland annat The Trolley Song, The Boy Next Door och Have Yourself a Merry Little Christmas. Filmen regisserades av Vincente Minnelli och de blev ett par under inspelningen och gifte sig den 15 juni 1945. Den 8 mars 1946 föddes deras enda gemensamma barn, Liza Minnelli.

#### En problematisk karriär
Hösten 1946 började inspelningen av Piraten, med Minnelli som regissör och med Gene Kelly som motspelare. Inspelningen tog längre tid än någon anat. Flera års drogmissbruk började nu ta ut sin rätt. Judy uppträdde oberäkneligt och hon gick omkring som i dvala. Hon ville helt enkelt inte komma till studion om hon inte kände att hon var i toppform. Regiassistenten Wallace Worsley fick många nattliga samtal från henne då hon väckte honom med att säga jag kommer inte i morgon. Av 135 inspelningsdagar uteblev hon från 99.
Piraten blev inte den framgång alla hoppats på, publiken uteblev och det slutade med en förlust på över två miljoner dollar. Nästa film blev En dans med dej, tanken var att Minnelli skulle regissera men filmbolaget bytte ut honom mot Charles Walters. Hon spelade i den mot Fred Astaire, som ansågs som en perfektionist. I vissa scener kan man se hur osäker och nervös hon verkligen var.
Nästa film var tänkt att bli Vi dansar igen!. Den första tiden gick allt bra, men efter några veckors förberedelser så började hon skylla på sin hälsa och stannade hemma.
Den 18 juli 1948 fick hon via sin agent ett brev från MGM som i korthet gick ut på att hon strukits från filmen (hon blev ersatt av Ginger Rogers). Hon tog detta väldigt hårt och kände sig förrådd. En morgon dök hon trots uppsägningen upp på inspelningen och gav sig inte av förrän regissören drog henne därifrån.
Hon gjorde ett mindre inhopp i I mitt hjärta det sjunger och fick åter igen en dramatisk roll i Butik med musik
Nästa film var tänkt att bli Annie Get Your Gun. I slutet av 1948 hade den spelats 1147 gånger på Broadway och det var nu dags att göra film av den. Budgeten sattes till 3 miljoner dollar, och det var självklart att Judy skulle spela prickskytten Annie Oakley. Inspelningen drog igång i mars 1948, men det blev genast problem. Hon gjorde ett nervöst intryck och sjöng bara bra. Hon gick heller inte ihop med regissören Busby Berkeley, hade svårt att komma ihåg sina repliker, och till råga på allt var hon rädd för både hästar och skjutvapen.
Den 7 maj 1949 var måttet rågat för filmbolaget MGM. Hon fick ett varningsbrev som påminde henne om att hon var skyldig att närvara på inspelningen på rätt tid och att bolaget hade rätt att ersätta henne med en annan skådespelare.
Hon följde inte uppmaningen och på eftermiddagen fick hon ett nytt brev där hon blev uppsagd från inspelningen. Istället blev det Betty Hutton som fick ta över.
På filmbolagets bekostnad skickades hon till ett behandlingshem i Boston för att vila upp sig och att hon skulle bli kvitt sina drogproblem. Hon stannade där i elva veckor och efter det mådde hon bättre än på länge. Butik med musik hade nyligt haft premiär och det var tydligt att publiken ville ha mer Judy-filmer.
Hon blev nu erbjuden den kvinnliga huvudrollen i Upp med ridån där hon på nytt skulle spela mot Gene Kelly. Haken var dock att hon behövde gå ner i vikt; vilket i hennes fall betydde att hennes drogproblem tog ny fart. Inspelningen hann knappt börja innan problemen hopade sig; hon sjukanmälde sig ofta, kom till inspelningen drogpåverkad eller drabbades av hallucinationer. På våren 1950 var inspelningen äntligen klar, det sista som spelades in var numret Get Happy som avslutar filmen.
Efter tre veckor semester var hon tillbaka för inspelningen av Kungligt bröllop. Charles Walters skulle regissera, men vägrade när han fick veta att Garland skulle vara med. Han blev istället ersatt med den unge Stanley Donen. Men MGM:s tålamod med Judy var nu på bristningsgränsen. Televisionen började nu bli en allvarlig konkurrent till biograferna om folks pengar, vilket ledde till färre biobesök och lägre intäkter för filmbolagen.
På eftermiddagen den 17 juni 1950 sände MGM ett telegram till Garland efter att hon sjukskrivit sig i vilket man meddelade att hon var uppsagd och att hon inte skulle få någon mer lön från bolaget. Hennes tid hos MGM var därmed över för gott.

### En stjärna föds …

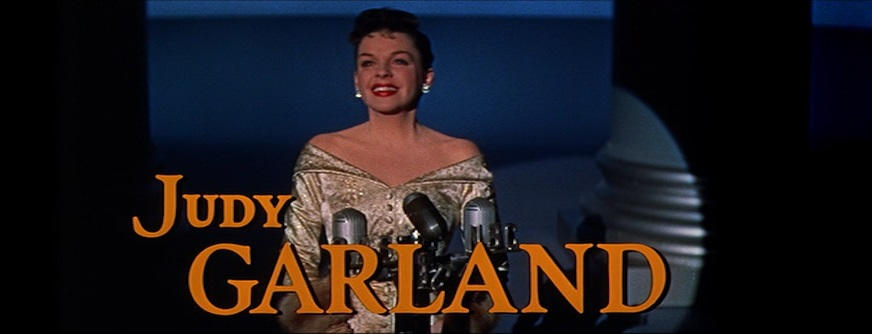
Garland i En stjärna föds (1954).

Denna uppsägning blev en vändpunkt i hennes liv. Till att börja med kände hon sig utskämd och oönskad. Några dagar senare försökte hon ta sitt eget liv, ett rop på hjälp om något. Hon var nu tvungen att hitta en ny karriär. Till att börja med var hon med i radio, och i februari 1951 var hon med i en tv-show för första gången. I samband med detta träffade hon en ny man, Sidney Luft som blev hennes manager.
Hon ville även sjunga inför publik och till slut valde hon att acceptera ett erbjudande från London om att sjunga på Palladium under fyra veckor. Den 9 april 1951 gjorde hon en succéartad premiär och sålde ut stället i flera veckor. Därefter fortsatte ytterligare konserter i Storbritannien och Irland. Framgångarna fortsatte under hösten i New York där hon uppträdde på Palace Theatre. Under våren 1952 var det dags för nya konserter i Los Angeles och San Francisco.
Sidney Luft ansåg att det nu var dags för henne att filma igen. Filmen kom att bli En stjärna föds, en av hennes största dramatiska roller. Warner Bros. erbjöd sig att finansiera filmen, som regisserades av George Cukor. Det tog dock inte lång tid innan Garland återgick till samma beteende som hade kostat henne jobbet på MGM; den här gången tog inspelningen 9 månader.
Ekonomiskt blev filmen ingen framgång, den ansågs för lång och klipptes ner på ett ovarsamt sätt. Pressen skrev om detta, vilket gjorde att filmen fick dåligt rykte. Garland och motspelaren James Mason blev nominerade till varsin Oscar, men fick inget pris.

### … men slocknar igen

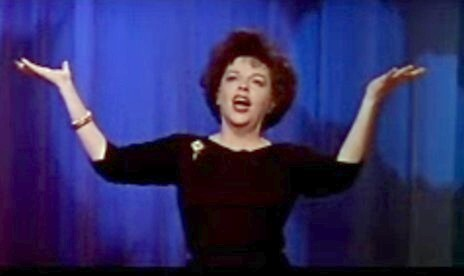
Judy Garland, 1963.

Det stod nu klart att filmen inte skulle bli den nystart i Hollywood som Luft och Garland hade hoppats på. Återigen måste hon börja turnera. Under våren 1955 genomfördes en turné i de västra delstaterna, men det stod snart klart att det var inom televisionen som de stora pengarna fanns. Den 24 september 1955 sändes hennes första egna show, Ford Star Jubilee, och CBS betalade henne $100 000 för en show på 90 minuter. Dessa tv-framträdanden var under hela 1950- och början av 1960-talen mycket uppskattade, även de hon gjorde på olika teaterscener. 
Hennes framträdande den 23 april 1961 på Carnegie Hall är en riktig höjdpunkt i hennes karriär, då denna föreställning har kallas för den största enskilda kvällen inom underhållningsbranschen någonsin, även grammofonskivorna som spelades in vid detta tillfälle sålde som smör i solsken och belönades med en Grammy i kategorin Årets album och även en Grammy i kategorin Bästa kvinnliga vokalartist. Hon hade även en kortlivad tv-serie 1963–64, prisad av kritikerna, för övrigt kan nämnas att hon var den första populärartisten som fick sjunga på Metropolitan i New York där hon framträdde för utsålda hus en vecka 1959.
Även om inkomsterna var stora så var utgifterna än större; från slutet av 1950-talet så hade hon ständigt fordringsägare efter sig, bland annat för obetalda skatter och hotellrum. Det amerikanska skatteverket (IRS) lade beslag på en del av de pengar som kom in på grund av tidigare obetalda skatter. Liza Minnelli har uppgett att hon lärde sig att smita från hotellnotor innan hon kunde läsa eller skriva. I början av 1967 hade familjen så ont om pengar att några av Garlands fans turades om att betala el- och telefonräkningen, några månader senare fick hon sälja sitt hus i Brentwood. Under hösten 1968 blev hon i praktiken hemlös, under tre månader fick hon sova på golvet hos några av Lizas vänner.

### Garlands sista år
I mitten av 1960-talet började hennes hälsa försämras alltmer. På många framträdanden framträdde hon förvirrat, bland annat under sin Australienturné 1964. Hon ökade i vikt och missbrukade alkohol och olika former av andra droger. I mars 1969 gjorde hon tillsammans med Johnnie Ray framträdanden på Konserthuset i Stockholm och på restaurang Kronprinsen i Malmö. Konserten i Göteborg ställdes in på grund av hennes sjukdom. Turnén avslutades på Falconercentret i Köpenhamn. Hon avled samma år, 47 år gammal, av en överdos på barbiturater i London. Garland är begravd i Hartsdale, New York.

## Priser och nomineringar
Judy Garland fick en heders-Oscar för sin roll i Trollkarlen från Oz, nominerades i kategorin Bästa skådespelerska för sin roll i filmen En stjärna föds och hon nominerades i kategorin Bästa kvinnliga biroll för sin roll i Dom i Nürnberg. Hon vann en Golden Globe för sin roll i En stjärna föds.

## Äktenskap
Garland var gift fem gånger:

- David Rose (gifta 1941–1945)

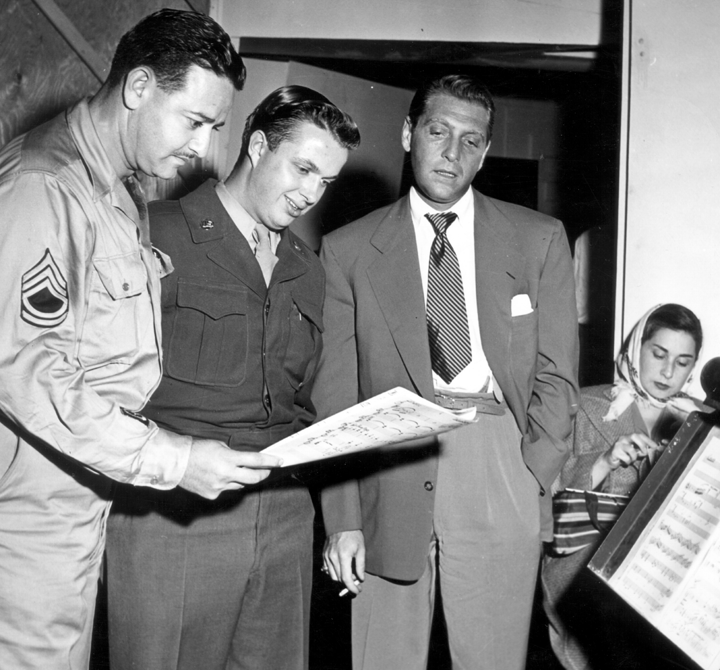
David Rose (tredje från vänster).

- Vincente Minnelli (gifta 1945–1951)
- Sidney Luft (gifta 1952–19 maj 1965)
- Mark Herron (gifta 14 november 1965–april 1966)
- Mickey Deans (gifta 15 mars 1969–22 juni 1969)

Bland övriga personer som hon hade kortare eller längre förhållanden med, kan nämnas: Robert Stack, Spencer Tracy, Artie Shaw, John F. Kennedy, Johnny Mercer, Tyrone Power, Joseph L. Mankiewicz, Orson Welles, Yul Brynner, David Begelman och Frank Sinatra.

## Filmografi
- 1929 – Bubbles (Vitaphone, kortfilm)
- 1929 – The Wedding of Jack and Jill (Vitaphone, kortfilm)
- 1929 – A Holiday in Storyland (Vitaphone, kortfilm)
- 1929 – The Big Revue (Meglin, kortfilm)
- 1931 – By the Beautiful Sea (Paramount, kortfilm)
- 1935 – La Fiesta de Santa Barbara (MGM, kortfilm)
- 1936 – Every Sunday (MGM, kortfilm)
- 1936 – Pigskin Parade (Fox)
- 1937 – Silent Night (MGM, trailer)
- 1937 – Född till gentleman (MGM)
- 1937 – Broadways melodi 1938 (MGM)
- 1938 – Pappa sökes (MGM)
- 1938 – Andy Hardy och kärleken (MGM)
- 1938 – Hela världen sjunger (MGM)
- 1939 – Vi charmörer (MGM)
- 1939 – Trollkarlen från Oz (MGM)
- 1940 – Flickan hela da'n (MGM)
- 1940 – Vi jazzkungar (MGM)
- 1940 – Andy Hardy och oskulden (MGM)
- 1941 – Vi på Broadway (MGM)
- 1941 – Andy Hardy lever livet (MGM)
- 1941 – Ziegfeldflickan (MGM)
- 1942 – Min flicka i vapenrock (MGM)
- 1943 – Soldatflamman (MGM)
- 1943 – Vi i vilda västern (MGM)
- 1943 – Här kommer jag (MGM)
- 1944 – Vi mötas i St. Louis (MGM)
- 1945 – 48 timmar (MGM)
- 1946 – Efter regn kommer solsken (MGM)
- 1946 – Ziegfeld Follies (MGM)
- 1946 – Harvey Girls (MGM)
- 1948 – I mitt hjärta det sjunger (MGM)
- 1948 – En dans med dej (MGM)
- 1948 – Piraten (MGM)
- 1949 – Butik med musik (MGM)
- 1950 – Upp med ridån (MGM)
- 1954 – En stjärna föds (Warner Bros)
- 1960 – Pepe (Columbia, röst)
- 1961 – Dom i Nürnberg (UA)
- 1962 – Ensam stjärna (UA/Barbican)
- 1963 – Ett väntande barn (UA)
- 1963 – Gay Purr-ee (Warner Bros/UPA)